# ティファニー (プロレスラー)
ティファニー（Tiffany）のリングネームで知られるゾーチル・レイバ・サンチェス（Xóchitl Leyva Sánchez、1973年2月20日 - ）は、メキシコ・ヌエボ・レオン州モンテレイ出身の女子プロレスラー。CMLL所属。

## 経歴
1993年7月18日デビュー。
レイナ・デ・レイナス2003年、2005年、2008年優勝を経験し、メキシコナショナル女子王座も2度戴冠。
2010年9月、AAAからCMLLへ移籍。
2012年、REINA×WORLDに初来日。8月26日に新宿FACEで行われたCMLL-REINAインターナショナル王座決定トーナメントにエントリーし、決勝まで進むが、Leonに敗れる。
2013年6月、2度目の来日。REINAに先立ちWNC新宿大会に参戦し、ゴヤ・コングをマネージャーに付けて朱里とシングルで対戦するが、レフェリーを暴行して反則負け（当初朱里の相手は成国晶子の予定だったが、負傷のため急遽代役出場）。

## 得意技
- アイコノクラズム[1]
- カベルナリア[1]
- パワーボム[1]

## 獲得タイトル
- AAAレイナ・デ・レイナス王座
- AAA世界混合タッグ王座（w / チェスマン）